# Max Ritter (Schwimmer)

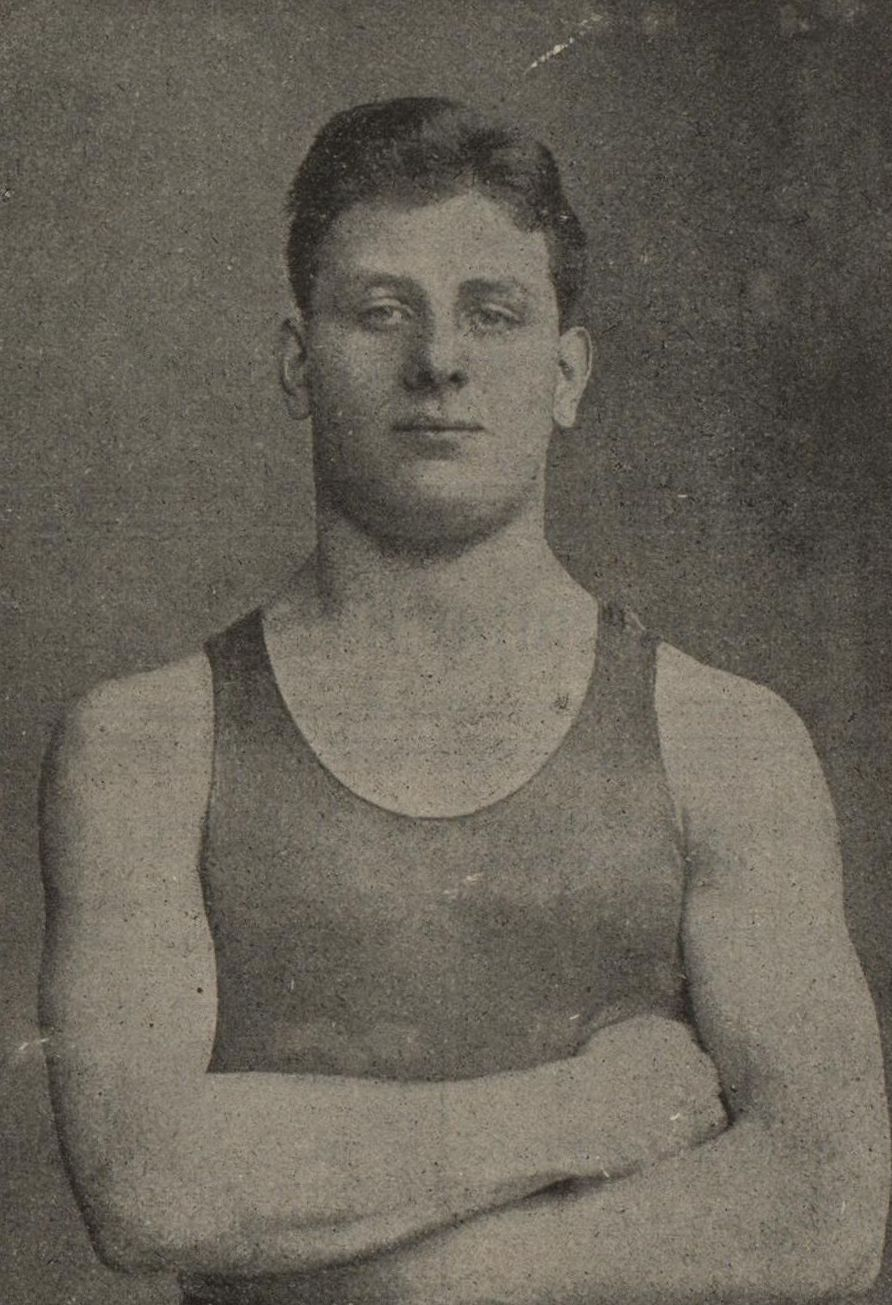
Max Ritter, um 1909

Richard Max Ritter (* 7. November 1886 in Magdeburg; † 24. Mai 1974 in Jenkintown) war ein deutscher Schwimmer und Gründungsmitglied des internationalen Schwimmverbands FINA.

## Leben
Ritter startete zu Beginn seiner sportlichen Karriere für den Magdeburger Schwimmclub von 1896. Er war – neben Waldemar Riemann, Walter Riemann und Kurt Behrens – Mitbegründer des Magdeburger Schwimmvereins Hellas 1904 und gehörte dort zu den Leistungsträgern. Mit insgesamt 122 Siegen vor dem Ersten Weltkrieg war er der erfolgreichste Schwimmer von Hellas 1904. 
Ab 1906 studierte er in London. Dort belegte er bei den Englischen Schwimmmeisterschaften 1906 den 3. Platz im Rückenschwimmen; 1907 errang er mehrere Einzelsiege beim Englischen Königspreis. Er nahm als Schwimmer bei den Olympischen Spielen 1908 in London und den Olympischen Spielen 1912 in Stockholm teil. Im Jahr 1911 wanderte nach Ablauf seiner Wehrpflicht in die USA aus. Dort erwarb er die US-amerikanische Staatsbürgerschaft und arbeitete als Unternehmer bei einem Konzern für Textilchemie. Seine sportliche Karriere führte er bei den New York Athletic Club weiter, er gewann bei mehreren Kanadischen Schwimmmeisterschaften. Ab 1936 hatte Ritter verschiedene Positionen im Präsidium der FINA inne und war von 1960 bis 1964 ihr Präsident. 1949 setzte er sich für eine Wiederaufnahme des Deutschen Schwimm-Verbandes (DSV) in die FINA ein. Von 1953 bis 1965 war er außerdem als Schatzmeister des Olympischen Komitees der Vereinigten Staaten tätig.
1965 wurde er in die Ruhmeshalle des internationalen Schwimmsports aufgenommen. Max Ritter wurde zudem mit dem Verdienstkreuz 1. Klasse geehrt.